# Qi (album)
Qi è il primo album in studio della compositrice e pianista britannica Phildel, pubblicato il 1º gennaio 2010. A differenza degli album successivi, Phildel non canta: Qi è infatti interamente strumentale. Il pianoforte, suonato dalla stessa compositrice, ha il ruolo di protagonista e in alcuni brani è accompagnato da strumenti ad arco. L'album prende il nome dalla parola cinese per "energia" 
Il 4 febbraio 2015 Phildel ha pubblicato con la propria etichetta, la Yee Inventions, una versione digitale ri-masterizzata dell'album. Questo anche perché l'etichetta precedente, la Warner Chappell, non ne aveva più i diritti commerciali e lo aveva ritirato dal mercato.

## Promozione
Nel 2007, Phildel ha scritto il brano strumentale al pianoforte The Kiss, che è stato utilizzato dalla Apple per lo spot pubblicitario dell'iPad (terza generazione) della Apple. La traccia Piano B, invece, è stata usata per uno spot di Expedia e per un'importante campagna cinematografica francese. Nel 2008 la traccia Everyone's Memory Is Snow (rinominata A Better World), è stata usata per lo spot di una compagnia assicurativa supportata da Zinédine Zidane.

## Tracce
Musiche di Phildel.
1. Ice-Float – 2:19
2. Icarus – 4:00
3. Dragonfly Keeper – 2:10
4. Winter Valley – 2:15
5. Qi – 5:26
6. Piano B – 3:33
7. Dominae – 3:10
8. The Kiss – 2:47
9. Everyone's Memory Is Snow – 2:51
10. Strange Inventions – 4:10